# Sligo Rovers FC
A Sligo Rovers FC ír labdarúgócsapat, mely az ír élvonalban (FAI League of Ireland Premier Division) szerepel. Székhelye Sligóban található, hazai mérkőzéseit a Showgrounds stadionban játssza.

## Története
A Sligo Rovers 1928. szeptember 17-én jött létre, amikor a Sligo Town és a Sligo Blues egyesült. Első meccsükön 9-1-es győzelmet arattak a Ballyshannon FC ellen. 1934-ben beléptek a régi ír élvonalba. 1937-ben és 1977-ben is bajnokok lettek. A FAI Kupát eddig kétszer sikerült elhódítaniuk. 1983-ban a Bohemianst, 1994-ben pedig a Derry City győzték le.
1994-es sikerük után a KEK-ben is elindulhattak. Az első selejtezőkörből a Club Brugge ejtette ki őket 5-2-es összesítéssel. 1999-ben kiestek az élvonalból, ahová 2005-ben a másodosztály bajnokaként jutottak vissza. Egy évvel később a kupa elődöntőjéig jutottak.
2008-ban a klub vezetői bejelentették, hogy a gárda anyagi nehézségekkel küzd és 130 ezer euróra lenne szükségük, hogy biztosíthassak a fennmaradást. 2008-as helyezésüknek köszönhetően indulhatnak az Európa-ligában.

## Sikerek
- Az FAI Premier Division bajnoka: 1937, 1977, 2013
- FAI-kupa-győztes: 1983, 1994, 2010
- Ír Ligakupa-győztes: 1998

## Külső hivatkozások
- A Sligo Rovers hivatalos honlapja